# Obanella
Obanella is een geslacht van weekdieren uit de klasse van de Gastropoda (slakken).

## Soorten
- Obanella allanae Dell, 1952
- Obanella rimutaka Dell, 1952
- Obanella spectabilis (Powell, 1928)